# Amor auf Ski
Amor auf Ski ist eine deutsche Liebes- und Wintersport-Stummfilmkomödie aus dem Jahre 1928. Unter der Regie von Rolf Randolf spielt das Ehepaar Harry Liedtke und Christa Tordy die Hauptrollen.

## Handlung
Erbprinz Heinrich von Altenberg-Gauda ist der ewigen Amtsgeschäfte müde und braucht dringend einmal eine Auszeit. Gern würde er alles hinter sich lassen und wieder in seine geliebten Berge reisen, um dort auf Skiern durch die winterliche Schneelandschaft wedeln. Um dies unerkannt zu tun, tauscht der talentierte, hochadelige Wintersportler mit einem guten Freund, dem Bergführer Seppl Huber, kurzerhand die Rollen … just in dem Moment, als dieser gerade plant, bei einer Skisprungmeisterschaft teilzunehmen. Die royalen Hofschranzen sind derweil in größter Sorge, da ihr Prinz abgängig ist und keiner so recht weiß, wohin er gereist ist. Seine königliche Hoheit ist nämlich auch deshalb dem Hof entfleucht, da man aus dynastischen Gründen von ihm die Einwilligung abverlangt, die ungeliebte Prinzessin Albertina zu ehelichen, worauf Heinrich so überhaupt keine Lust hat. Fürstens Rechtsanwalt Dr. Brinkamm soll es richten und schickt daher dem abgängigen Erbprinzen einen Schrieb nach, demzufolge dieser seine Einwilligung zu dieser arrangierten Ehe geben solle.
Wie es der klassische Filmzufall so will hat sich auch die Brinkamm-Tochter Elli, die sich gerade ihre ersten Skisporen verdient hat, im selben Wintersportort eingefunden, und gleich bei ihrer ersten Begegnung mit seiner Durchlaucht fliegen einander die Herzen zu, auch wenn der Anlass eher misslich ist: Elli hat sich nämlich überschätzt und ist in den Tiefschnee geplumpst, aus dem sie ausgerechnet Prinz Heinrich, als angeblicher Skifex und Bergführer Seppl Huber rettet. Als ein Schneesturm aufkommt finden die beiden Unterschlupf in einer einsamen Berghütte. Bald gilt Elli als vermisst, und ihr Vater macht sich Sorgen. Den und keinen anderen will sie heiraten, macht Elli ihrem Vater klar, als sie wieder auftaucht und droht ihrem Erzeuger, dass sie sonst „davonläuft“. Zähneknirschend gibt Dr. Brinkamm nach, kann er seiner einzigen Tochter doch keinen Wunsch abschlagen, und lässt den Seppl zu sich kommen. “Das ist er aber nicht!” ruft das Töchterlein entsetzt aus, als nun der echte Huber erscheint und nennt ihn einen Schwindler und Hochstapler. Zu guter Letzt tritt der falsche Seppl und echte Erbprinz auf und rettet den wahren Huber aus der Bredouille. Auch seine Einwilligung zur Hochzeit gibt Heinrich seinem Hausanwalt Brinkamm, jedoch nur für die Eheschließung mit dessen Tochter Elli.

## Produktionsnotizen
Amor auf Ski entstand im Winter 1927/28 im Atelier von München-Geiselgasteig, die Außenaufnahmen wurden in den Alpen angefertigt. Der Film passierte am 26. März 1928 die Zensur und wurde am 10. April 1928 in Berlins Capitol-Kino uraufgeführt. Der Film besaß sechs Akte, verteilt auf 2524 Meter, und wurde für die Jugend freigegeben.
Ludwig Reiber entwarf die Filmbauten.
Dies war das letzte Filmdrehbuch der Schriftstellerin, Malerin, Zeichnerin und Liedtexterin Hermanna Barkhausen (1875–1957).

## Kritik
Die Österreichische Film-Zeitung schrieb: „Ein ganz reizend gemachter, glänzend gespielter, fröhlicher Film mit herrlichen Naturaufnahmen. Liedtke ist bezaubernd!“